# 凱瑟琳·葛蘭姆
凱瑟琳·葛蘭姆（英語：Katharine Meyer Graham；1917年6月16日—2001年7月17日）曾任《华盛顿邮报》的社論版記者、《华盛顿邮报》前發行人，被譽為全世界最有影響力的女人、美國最重要的報人之一。她以「活在當下，瞻望未來」的人生態度而知名，她以個人自傳《個人歷史》而榮獲1998年普立茲獎自傳獎。
父親尤金·邁耶在1933年買下《华盛顿邮报》，她與丈夫於1948年繼承家族龐大報業，買下廣播電台、《新聞週刊》、電視台，迅速擴展為跨媒體領域集團。她的丈夫菲利普·格雷厄姆（亦稱菲爾）曾經外遇導致婚姻出現重大危機，並因證實罹患躁鬱症舉槍自盡，帶給凱瑟琳很大的打擊。丈夫去世後，年輕的她接管事業，擔任《华盛顿邮报》總裁、發行人。
凱瑟琳雖然與政治人物互動良好，但堅持報格及新聞自由。她帶領《华盛顿邮报》度過1970至1980年代的越戰、女權運動、罷工潮及五角大樓文件，而且無畏尼克森政府的威脅，揭發水門事件的真相，震驚美國社會，美國總統尼克森因此下台，華盛頓郵報也因此成為國際社會最有影響力的媒體之一，影響政策及輿論深遠。
凱瑟琳·葛蘭姆親身參與許多國際大事，例如親身參與台灣民主化關鍵歷程，她於1987年7月來台灣，親自專訪中華民國總統蔣經國，蔣經國透過這次專訪，直接向國際社會宣布中華民國政府決定解嚴（解除戒嚴）、解除黨禁、報禁的消息，藉此順利化解中國國民黨內反對解嚴的部分雜音及改革阻力，時任蔣經國英文秘書馬英九全程見證這場專訪過程。
她的個人自傳《個人歷史》記錄了家族120年的歷史，以及《华盛顿邮报》的經營歷程，被認為是美國政治發展的重要參考記錄材料之一。